# Sneeuw

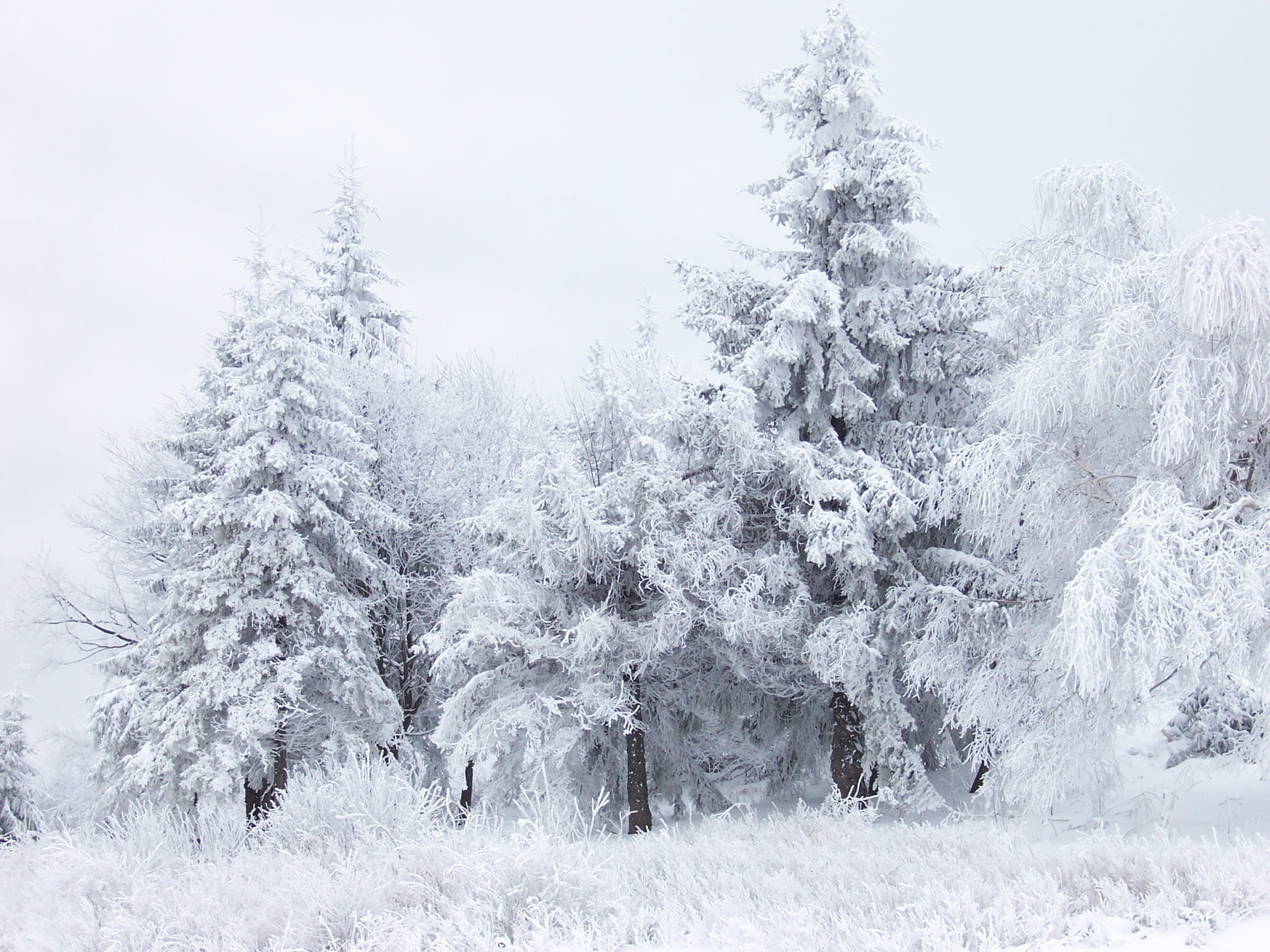
Besneeuwde boomtoppen in de Sjipkapas in Bulgarije. In hoge berggebieden is sneeuwval in de winter een algemeen verschijnsel.

Sneeuw is een vorm van neerslag die bestaat uit ijskristallen. Sneeuw ontwikkelt zich uit waterdeeltjes die hoog in de atmosfeer beneden hun vriespunt afkoelen, en vervolgens als gekristalliseerde vlokken neervallen. Op de grond kan de sneeuw accumuleren en andere fysische veranderingen ondergaan.
Sneeuwvlokken vormen zich wanneer kleine waterdruppeltjes zo koud worden dat ze bevriezen tot zeshoekig-gevormde kristallen. Tijdens hun val trekken ze andere waterdeeltjes aan die onder het vriespunt zijn, maar zelf nog niet bevroren zijn (superkoeling). Eenmaal op de grond en andere oppervlakken kan de sneeuw zich in lagen opeenhopen.
Sneeuw kan grote effecten hebben op de samenleving. Langdurige sneeuwval kan overlast geven in het verkeer en de landbouw, maar maakt daarnaast diverse sportactiviteiten mogelijk, zoals skiën en snowboarden. Sneeuw is in gematigde streken vaak seizoensafhankelijk en beïnvloedt de ecologische dynamiek van natuurgebieden. In gebieden met koude klimaten kan er bij voldoende jaarlijkse sneeuwval een gletsjer ontstaan. In meer gematigde gebieden zal sneeuw in warmere perioden smelten, en via rivierstromen naar het grondwater worden afgevoerd (smeltwater).
In Nederland valt gemiddeld op ongeveer 10 dagen per jaar sneeuw en in België op ongeveer 19 dagen per jaar. Er kunnen echter jaren voorbijgaan zonder sneeuwval van betekenis. De hoeveelheden zijn klein door het ontbreken van stuwingsneerslag. Anders is dit in een gebied als het Kleinwalsertal in Oostenrijk of Oregon in het noordwesten van de Verenigde Staten, waar in de winter vele meters sneeuw kunnen vallen.

## Ontstaan en fysica

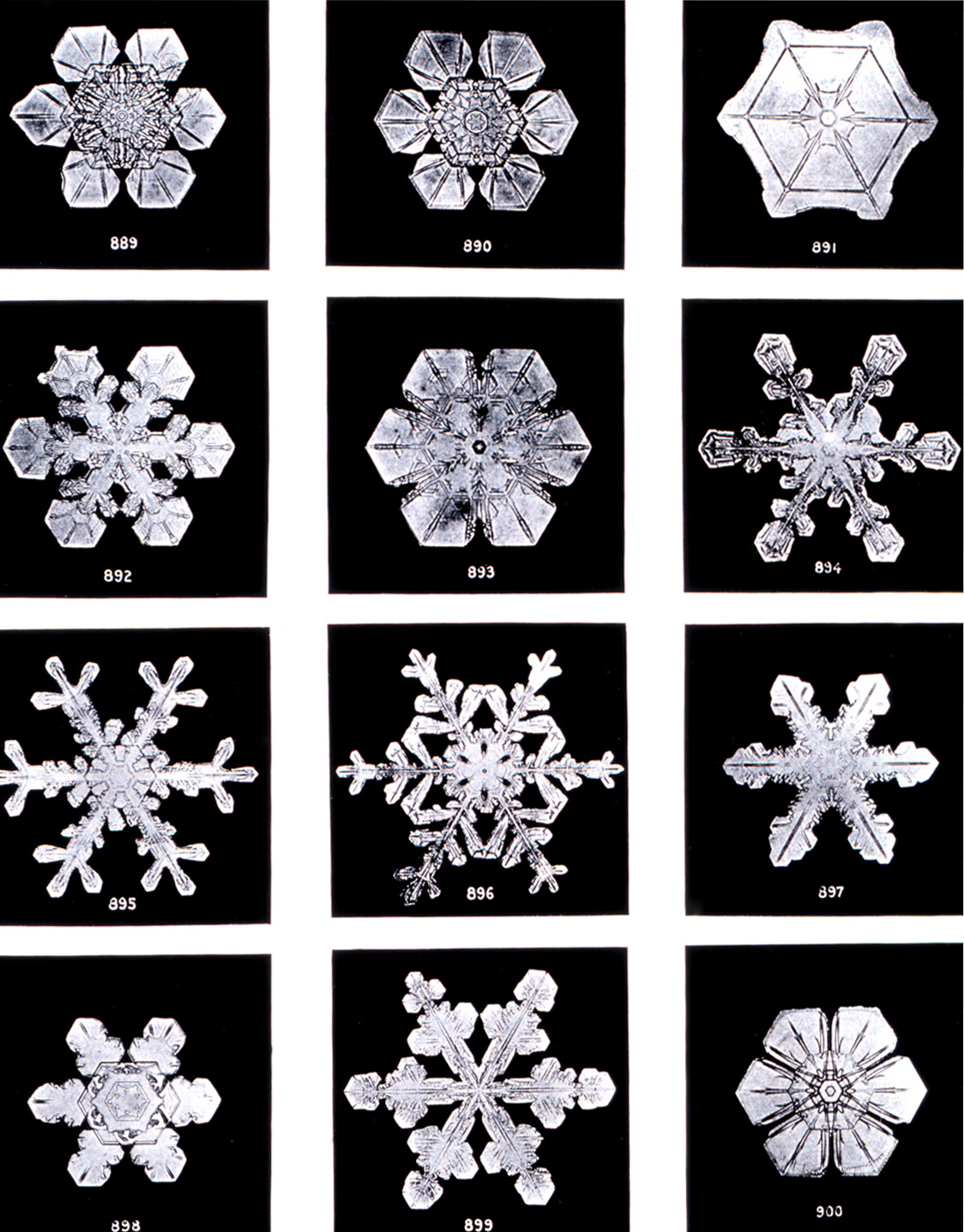
Foto's van sneeuwkristallen, rond 1902 gemaakt door Wilson Bentley

Bij temperaturen onder het vriespunt vormt sneeuw zich wanneer waterdamp tot ijskristallen verrijpt zonder tussenvorm van waterdruppels. Dit proces vindt vooral plaats tussen −5 en −20 °C en optimaal bij een temperatuur rond −12 °C. Bij deze waarde is het verschil in de dampdruk ten opzichte van water en ijs het grootst en gaan watermoleculen van onderkoelde waterdruppels naar vrieskernen. Deze vrieskernen dienen als een katalysator en brengen de bevriezing versneld op gang. Op weg naar beneden groeien deze ijsdeeltjes geleidelijk aan tot sneeuwkristallen. Deze kunnen allerlei vormen hebben, maar ze zijn altijd zespuntig (hexagonaal), zoals goed te zien is op foto's die amateurwetenschapper Wilson Bentley al in 1902 maakte.
Wanneer het waait, klitten de sneeuwkristallen, vaak in de vorm van sterren, op hun weg naar de aarde samen en vormen een vlok. Zo'n vlok bestaat uit wat ijs en heel veel lucht tussen de ijsnaaldjes, zo ongeveer als een kussen vol veren met lucht ertussen. Vlokken zijn onregelmatig, klein of groot, maar hebben allemaal bepaalde patronen gemeen. Vlokken vormen zich met name in voldoend vochtige lucht die niet al te koud is. Bij vrij lage temperaturen in drogere lucht vallen dikwijls losse sneeuwkristallen. In de poolstreken komt dit vaak voor.

### Dichtheid
De dichtheid van verse sneeuw bedraagt circa 100 kg/m3; de waarde hangt sterk af van de hoeveelheid lucht die tussen de ijskristallen aanwezig. De dichtheid wordt hoger door samendrukken, door cycli van dooien en vriezen en door regen die in de sponsachtige structuur van de sneeuw blijft hangen en weer kan bevriezen. Daarbij kan de dichtheid oplopen tot bijna die van ijs: 917 kg/m3, iets minder dan die van water 997 kg/m3 bij kamertemperatuur.

### Hoogte
De hoeveelheid neerslag wordt bepaald door sneeuw en hagel te smelten en daarna de hoogte in millimeters te meten. In populaire weerberichten wordt echter de hoogte van versgevallen sneeuw genoemd, die veel meer is dan de hoogte van gesmolten sneeuw.

## Wetenschap

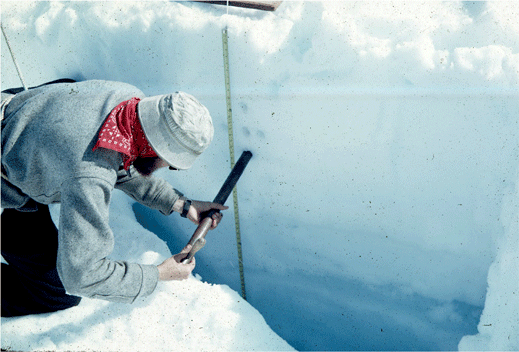
Een onderzoeker neemt sneeuw- en ijsmonsters uit een uitgesneden gletsjer.

Wetenschappers bestuderen sneeuw vanuit diverse benaderingen, bijvoorbeeld door te kijken naar de fysica van ijskristallen; de verspreiding, accumulatie, metamorfose en ablatie van sneeuwbanken; en de bijdrage van smeltende sneeuw aan rivierhydraulica en grondhydrologie. Kennis van sneeuw is relevant in de landbouwkunde, ruimtelijke ordening, transport, civiele techniek en in verschillende branches van de wintersport. Er zijn verschillende classificatiesystemen ontwikkeld om de fysische eigenschappen van sneeuw te beschrijven, op de schaal van het individuele kristal tot het opeengehoopte sneeuwpakket.

### Metingen en classificatie
In het veld graven sneeuwwetenschappers vaak een sneeuwkuil uit om metingen uit te voeren. Enkele macroscopische eigenschappen die worden gemeten zijn bijvoorbeeld de sneeuwhoogte, het sneeuw-waterequivalent, de sneeuwsterkte en mate van sneeuwbedekking. Elk heeft een aanduiding met code en gedetailleerde beschrijving. Onderstaand staan een aantal belangrijke vormen van bevroren neerslag weergegeven, die in hun ontwikkeling sterk verwant zijn aan sneeuw.
| Type        | Vorm                                                                            | Fysische ontwikkeling                                                                                        |
| ----------- | ------------------------------------------------------------------------------- | --- |
| Korrelhagel | Halfdoorzichtige kegelvormige of afgeronde ijsdeeltjes van 2 tot 5 mm doorsnede | Vergaande rijping van beneden het vriespunt afgekoelde waterdruppeltjes                                      |
| Hagel       | Halfdoorzichtige ronde of hoekige ijskorrels van minder van 5 mm                | Accretie van supergekoelde waterdeeltjes                                                                     |
| IJsregen    | Transparente, veelal afgeronde zachte ijsbolletjes van 5 mm                     | In de lucht bevriezen van lichte regen. Wanneer ijsregen pas na het neervallen bevriest, heet hij ijzel.     |
| Rijp        | Witte aanslag van ijskristallen aan vaste voorwerpen, als gras en boomtakken    | Accretie van kleine mistdruppeltjes die lokaal bevriezen. Er vormt zich een dunne korst op het ijsoppervlak. |

### Satellietmetingen
Met behulp van remote sensing kan de ontwikkeling en smeltprocessen van sneeuw op grote schaal in kaart worden gebracht. Remote sensing, zoals metingen die gedaan worden door middel van satelliet-opnames, stellen wetenschappers in staat om de fysieke eigenschappen van sneeuw kwantitatief te onderzoeken in afgelegen of anderszins ontoegankelijke gebieden waar metingen op de grond duur en gevaarlijk kunnen zijn.
Satellietwaarnemingen laten zien dat er een afname is van de besneeuwde gebieden sinds de jaren 1960, toen de eerste satellietwaarnemingen van de aarde werden verricht. In sommige delen van de wereld, zoals China, is de sneeuwbedekking tussen 1978 en 2006 juist toegenomen. Deze veranderingen worden toegeschreven aan klimaatverandering, die kan leiden tot frequentere weerextremen. In sommige gebieden neemt de sneeuwhoogte toe door hogere temperaturen op breedtegraden ten noorden van 40°. Voor het noordelijk halfrond is de gemiddelde maandelijkse sneeuwbedekking met 1,3% per decennium afgenomen.

## Soorten
Er zijn vele soorten van sneeuw. Wat betreft de soort sneeuwval en het soort sneeuwdek:

### Sneeuwval
Natte sneeuwSneeuw gemengd met regen of half gesmolten sneeuwvlokken. De vlokken zijn vaak groot. In België spreekt men van smeltende sneeuw.
Droge sneeuwSneeuw in kleinere vlokken zonder vloeibare component.
MotsneeuwSneeuw in (natte) vlokjes van hooguit 5 mm groot.
PoedersneeuwSneeuw in fijne droge vlokjes van hooguit 5 mm groot.
KorrelsneeuwSneeuw in onregelmatig gevormde korrels (zacht en samendrukbaar) tot 5 mm groot.
DriftsneeuwSneeuw die al gevallen is en door een krachtige wind zich ophoopt.
PoolsneeuwSneeuw in de vorm van ijsnaalden bij temperaturen fors onder nul.
Lichte sneeuwSneeuw in kleine vlokjes of sneeuw die minder intensief valt.
StuifsneeuwAl gevallen sneeuw die door de wind wordt verstoven (synoniem aan driftsneeuw).

### Sneeuw op de grond
Sneeuw die op de grond ligt wordt bij het skiën onderscheiden in verschillende soorten.
Poedersneeuween zachte sneeuw van kleine vlokjes en kristallen
Crudoneffen ondergrond met losse en compacte sneeuw
Crustbovenop zachtere sneeuw een laag met een harde korst als gevolg van een gesmolten bovenlaag die weer bevroren is
Slushnatte sneeuw die door het smelten relatief veel water bevat
IJseen harde, vrij gladde ondergrond als gevolg van sneeuw die gesmolten is en weer bevroren is

### Kunstmatige sneeuw
Sneeuw aangemaakt met een sneeuwkanon.

## Effecten op de samenleving
Wereldwijd beïnvloedt sneeuw de samenleving op verschillende manieren. Sneeuwval heeft een belangrijk effect op het vervoer, de landbouw, infrastructuur en sport. Sneeuw kan het verkeer ernstig hinderen door gladheid, afname van zicht en bedekking van het wegdek. De landbouw is vaak afhankelijk van sneeuw als bron van seizoensgebonden wateraanvoer. Voorts kunnen sommige bouwwerken, zoals daken, bezwijken onder de sneeuwbelasting. De mens ontleent een grote verscheidenheid aan recreatieve activiteiten aan sneeuw, veelal in besneeuwde landschappen.

### Overlast

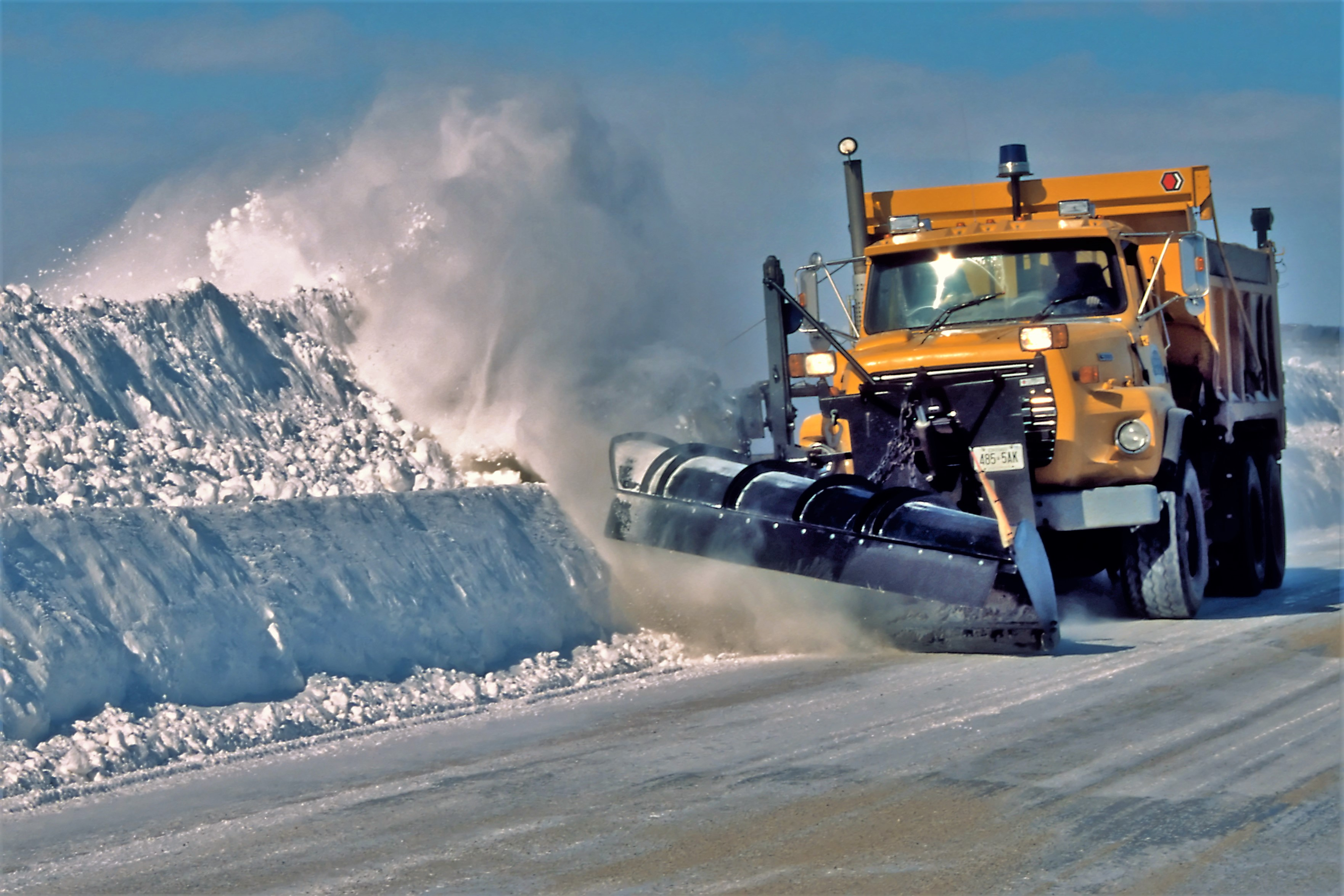
Sneeuwschuiver bij Toronto, Canada

Sneeuw kan voor overlast zorgen, niet alleen door gladheid maar vooral bij natte sneeuw ook door vermindering van het zicht. Tijdens zware sneeuwval neemt het zicht sterk af, vergelijkbaar met mist. Met name de eerste sneeuw van het seizoen en plotselinge sneeuwbuien leveren problemen op (zoals bij de sneeuwstorm van 25 november 2005). Tijdens periodes met herhaaldelijk sneeuw en winterse buien is de weggebruiker eraan gewend en past het verkeer zich aan. Grote hoeveelheden sneeuw op de weg kunnen worden bestreden met behulp van sneeuwschuivers en het strooien van zout, waar gebruikt wordt gemaakt van het natuurkundige fenomeen vriespuntsdaling.
Sneeuw veroorzaakt de grootste problemen wanneer de neerslag valt bij vorst, vooral bij matige tot strenge vorst. Als het dan ook nog hard waait, gaat de sneeuw stuiven en ontstaan sneeuwduinen. Wanneer in Nederland sneeuw wordt verwacht bij windkracht 6 of 7 geeft het KNMI een weeralarm uit voor sneeuwjacht. Bij windkracht 8 of meer geldt een weeralarm voor sneeuwstorm. Ook bij aanhoudend zware sneeuwval van meer dan 5 cm per uur en een vers sneeuwdek van ten minste 5,5 cm wordt een weeralarm uitgegeven. Zulke omstandigheden zijn gevaarlijk voor het verkeer en leiden tot grote overlast. Sneeuw zelf is niet glad, maar wordt door het verkeer tot glad ijs gereden.
Op hellingen kan de sneeuwlaag in beweging komen en lawines veroorzaken die grote schade kunnen veroorzaken.
Als er veel sneeuw valt, kunnen daken van gebouwen het soms begeven door de sneeuwbelasting.

## Records

### Wereldwijd
Van 19 februari 1971 tot 18 februari 1972 viel er meer dan 31 m sneeuw in Paradise op Mount Rainier in de staat Washington (Verenigde Staten). Dat is de grootste hoeveelheid sneeuw die ooit in een jaar in een gebied gemeten werd.

### Nederland
In Nederland woedde op 14 en 15 februari 1979 in het noorden een zware sneeuwstorm die sneeuwduinen opwierp van meer dan twee meter hoog. Steden en dorpen waren tijdelijk van de buitenwereld afgesloten; trein- en autoverkeer waren amper meer mogelijk.
De sneeuw in januari 1987 op Terschelling kwam tot circa 80 cm, de grootste niet-opgewaaide sneeuwhoogte in Nederland. Buys Ballot nam 60 cm waar in Zaltbommel in 1867. In Sneek en Heeg (Friesland) kwam in maart 2005 een sneeuwdek voor van respectievelijk 54 en 50 cm. In december 2009 werd in Ureterp (Friesland) een sneeuwdek van 70 cm gemeten. Hierbij zijn geen sneeuwduinen in de metingen meegenomen.

### België
In België werd het record gevestigd in de Hoge Venen. In 1953 werd er 1,15 meter sneeuw opgetekend op Botrange, 695 m boven zeeniveau. Dit was de grootste sneeuwhoogte ooit officieel gemeten in België.

## Sneeuw als bouwmateriaal
In koude gebieden met veel sneeuw wordt sneeuw toegepast als bouwmateriaal. Er kunnen kleine iglo's of sneeuwhutten van gemaakt worden, maar ook grote sneeuwhotels. In deze toepassing wordt compacte sneeuw vaak in uitgezaagde of gecomprimeerde blokken verwerkt, maar ook als opgespoten berg die dan uitgehold wordt. Sneeuw wordt ook door sneeuwkanonnen op een gewenste plek aangebracht, waardoor bijvoorbeeld een skipiste kan worden gebouwd op plekken waar door weersomstandigheden wellicht te weinig sneeuw voorhanden is. Door de sneeuw nat te maken ontstaat een harde sterke substantie, die eigenschappen heeft die tussen vast ijs en sneeuw in liggen. Kinderen bouwen vaak sneeuwmuren of hutten door emmertjes met sneeuw te vullen, die aan te drukken en vervolgens te storten.
Er worden ook andere creaties uit sneeuw gebouwd, zoals natuurlijk de bekende sneeuwpop die is opgebouwd uit grote sneeuwballen.

## Effecten op planten en dieren

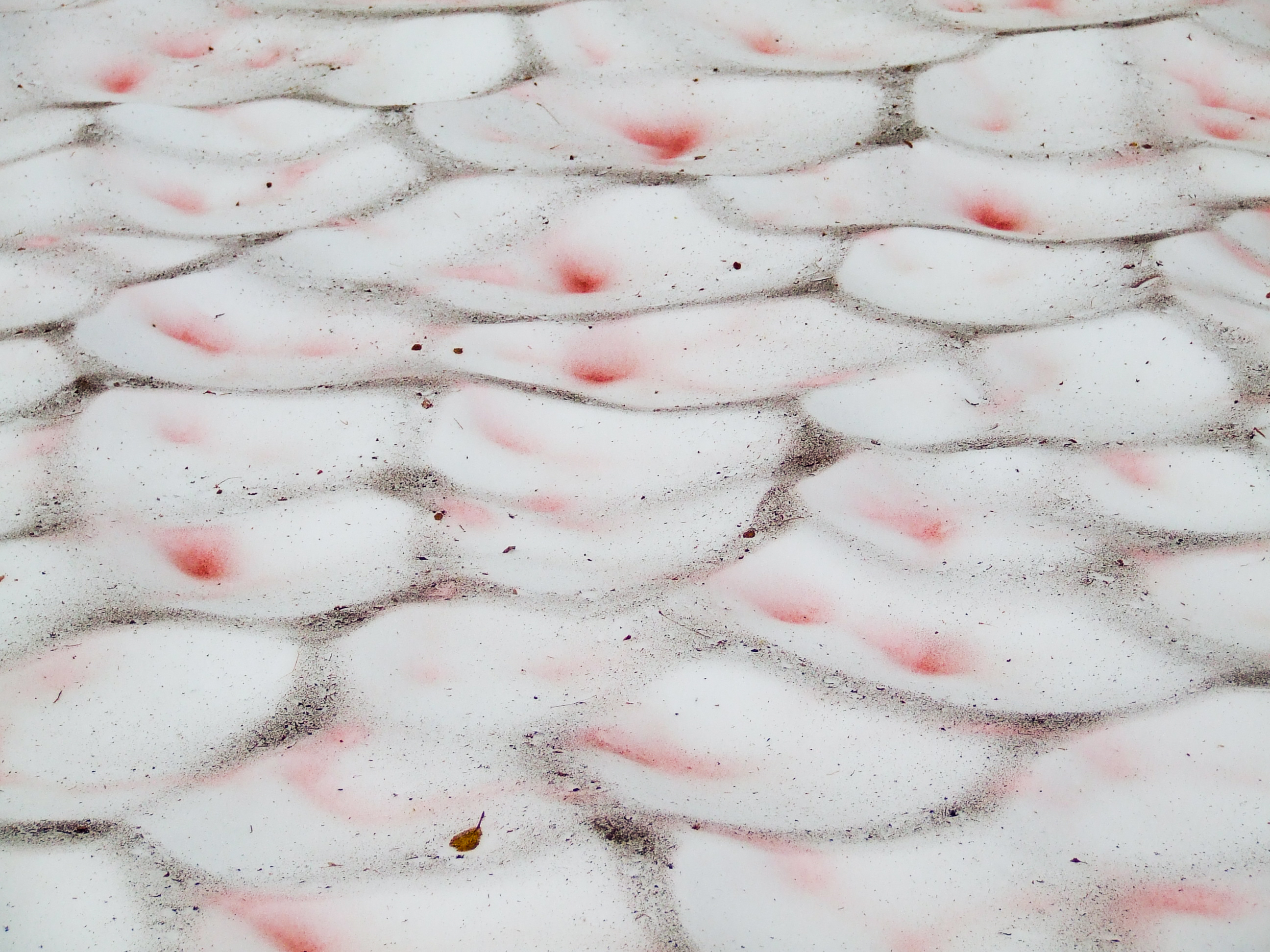
Sommige algen, zoals deze roodgekleurde soort Chlamydomonas nivalis, kunnen in de sneeuw gedijen.

Planten en dieren die in gebieden leven waar veel sneeuw valt, hebben zich op verschillende manieren aan deze fysische condities aangepast. Enkele noemenswaardige adaptaties van planten zijn kiemrust, het laten vallen van de bladeren, seizoenssterfte en de aanmaak van antivries-eiwitten; dieren maken onder meer gebruik van winterslaap, een isolerende vacht, het opslaan van voedsel en het putten uit reserves, om de kou te overleven.
Boomtakken, vooral die van naaldbomen, kunnen sneeuwval afvangen en daarmee de ophoping van sneeuw op de grond afremmen. Sneeuw die in bomen hangt, verdwijnt relatief snel vanwege de grotere blootstelling aan zon en lucht. Sneeuw kan een grote invloed hebben op de aangroei van vegetatie; de jaarlijkse start van de lentegroei is bijvoorbeeld afhankelijk van de snelheid waarmee de sneeuw smelt. Lawines en erosie door smeltwater hebben ook hun rol in de totstandkoming van vegetatie in het landschap.

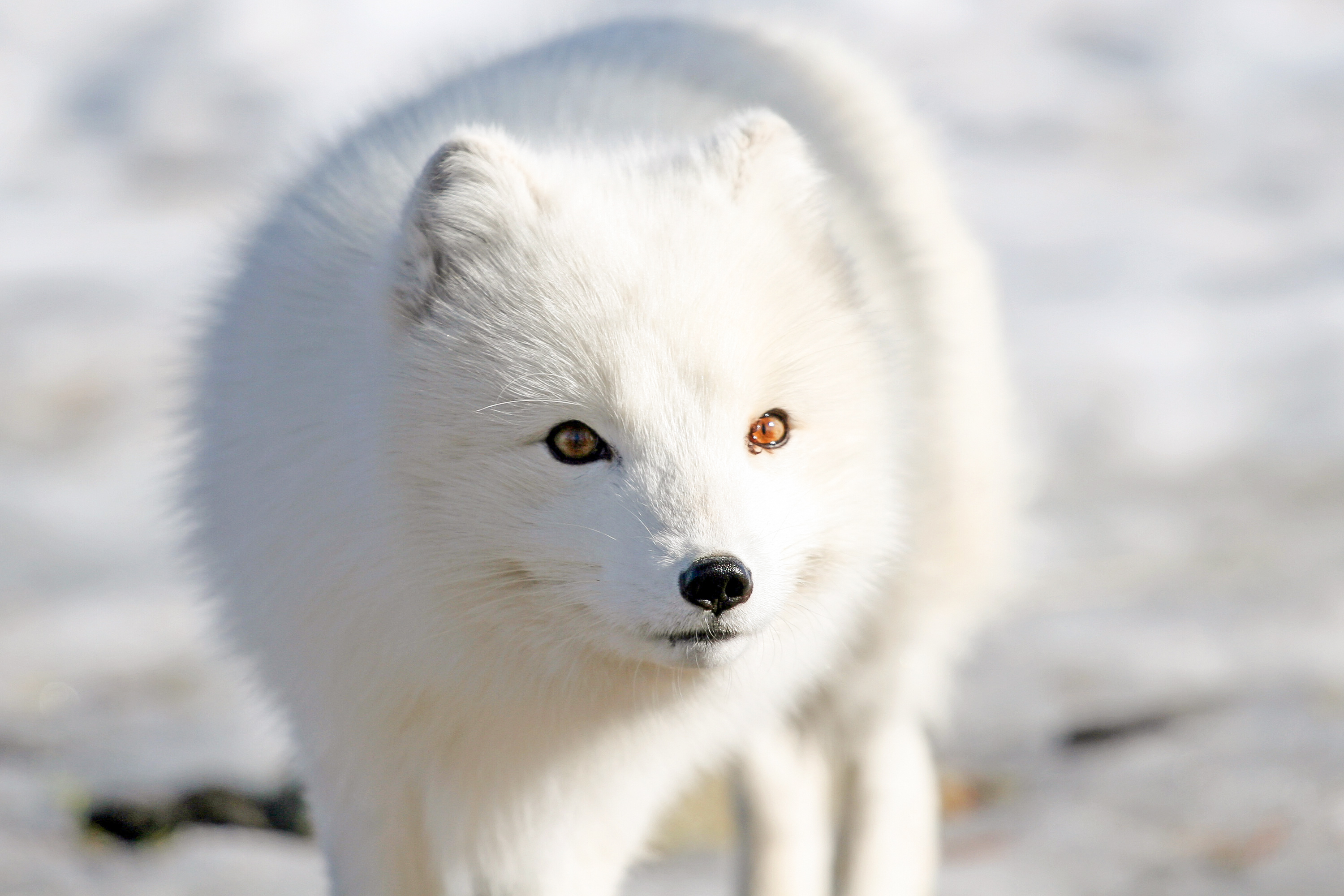
De poolvos heeft een goed reukvermogen waarmee hij kleine knaagdieren onder het sneeuwdek bespeurt.

Er zijn veel diersoorten die sneeuwgebieden tot hun woonplaats hebben gemaakt. Ongewervelde dieren die goed in sneeuw gedijen zijn spinnen, kevers, sneeuwvlooien en springstaarten. Dergelijke geleedpotigen kunnen nog actief zijn tot ver onder het vriespunt: –5 tot –10 °C. Sommige ongewervelden zijn vorstbestendig doordat ze antivries-moleculen aanmaken in hun lichaamsvloeistoffen, zodat ze kunnen overleven bij langdurige blootstelling aan omstandigheden onder het vriespunt. Sommige soorten vasten tijdens de winter, waardoor ze geen (vriesgevoelige) bestanddelen in hun spijsverteringskanaal hebben.
Veel gewervelde dieren zijn in verregaande mate aangepast aan het leven in de sneeuw. De alpenlandsalamander is bijvoorbeeld actief bij temperaturen tot -8 °C; in de lente graaft deze soort zich naar de oppervlakte om eieren te leggen in het smeltwater. Omnivore zoogdieren nemen meestal een winterslaap om de sneeuw te vermijden, herbivore zoogdieren kunnen voedselvoorraden aanleggen onder de sneeuw. Woelmuizen kunnen tot 3 kg aan voedselreserves opslaan, en kruipen in hun ondergesneeuwde nest tegen elkaar aan om van elkaars warmte te profiteren. Aan de oppervlakte zoeken wolven, poolvossen, lynxen en wezels naar deze ondergrondse bewoners door in het sneeuwdek te duiken.

## Microscopische afbeeldingen
De onderstaande afbeeldingen van sneeuwvlokken zijn gemaakt met een rasterelektronenmicroscoop (SEM). Dit apparaat kan nog veel fijnere details laten zien dan een lichtmicroscoop.

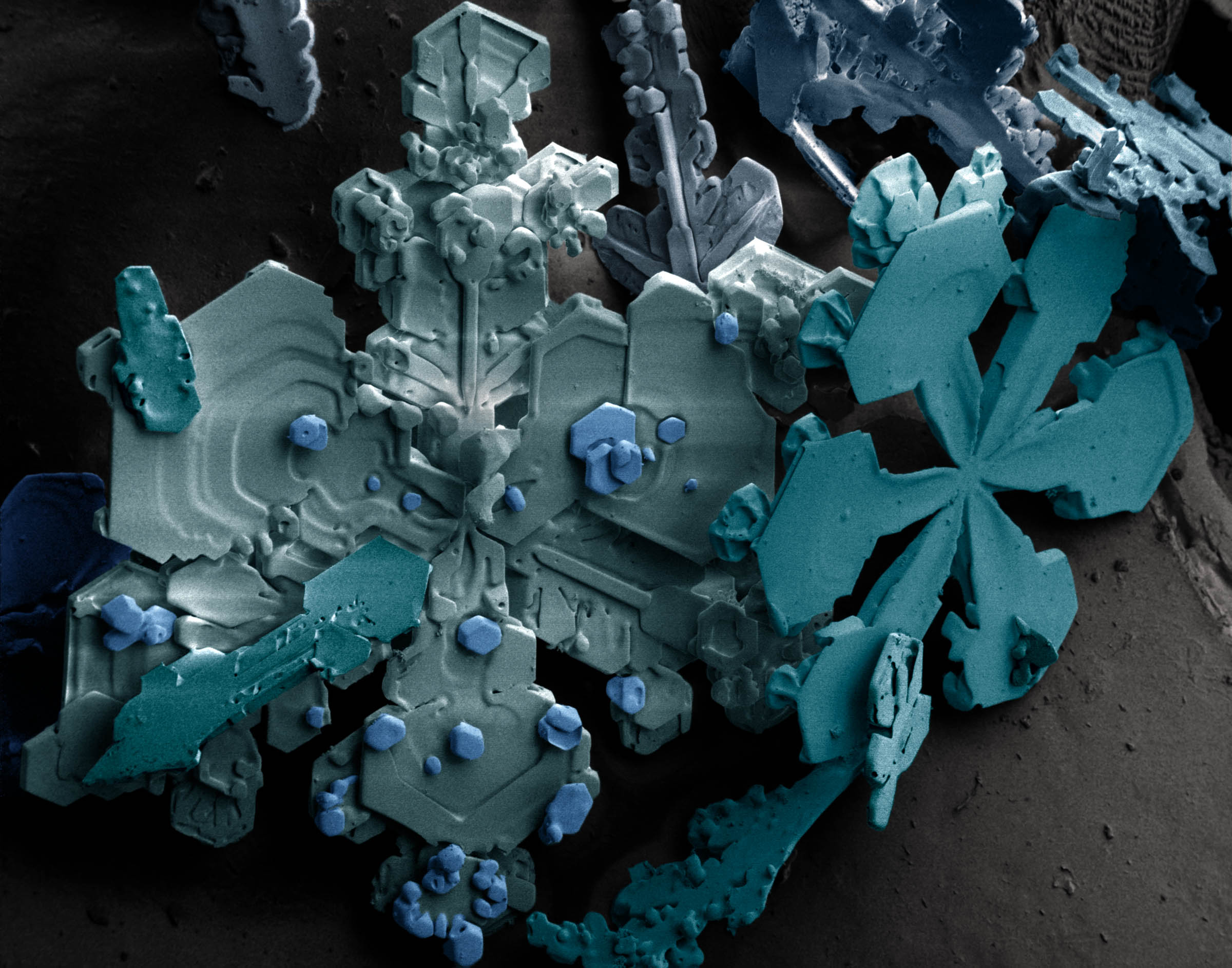
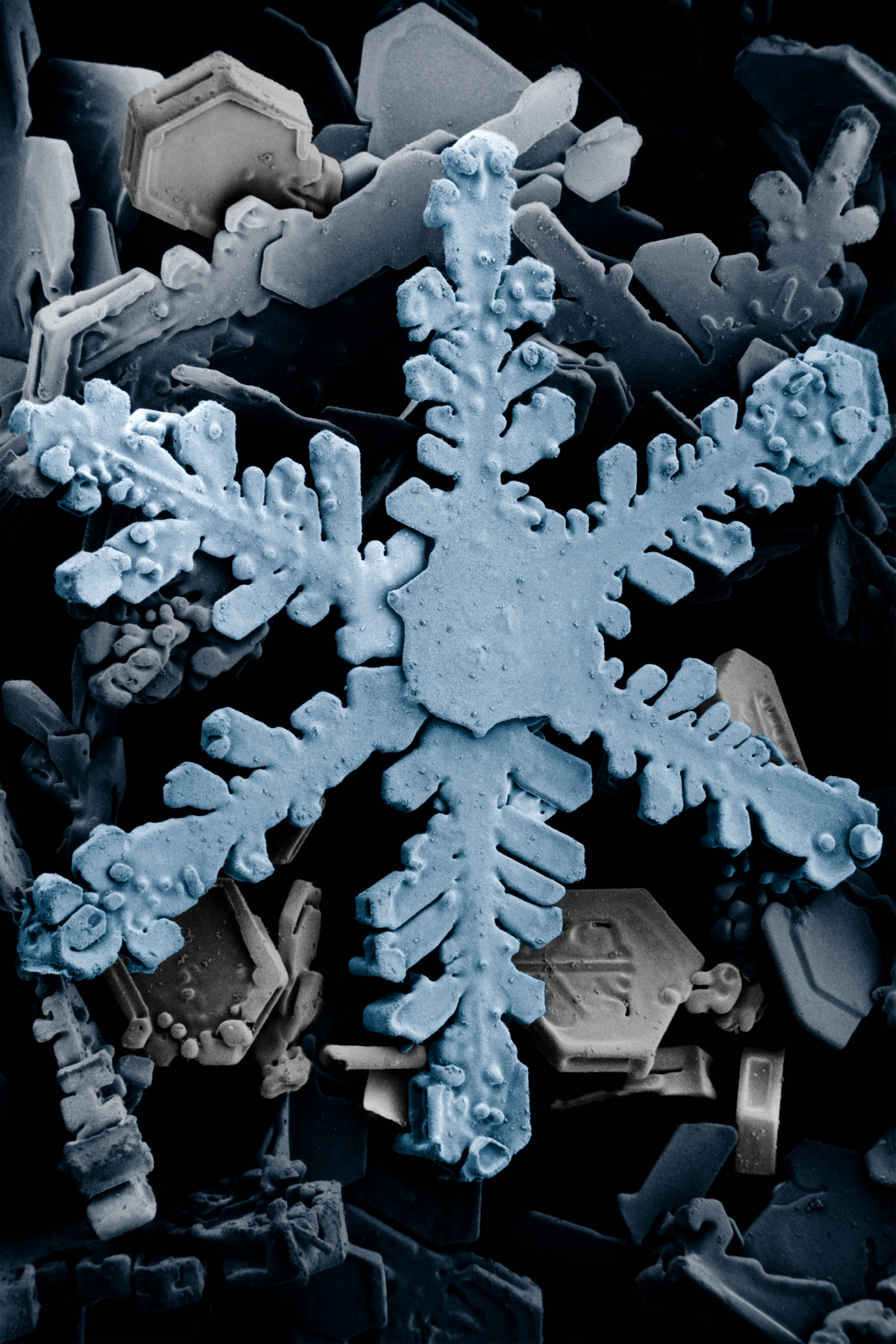
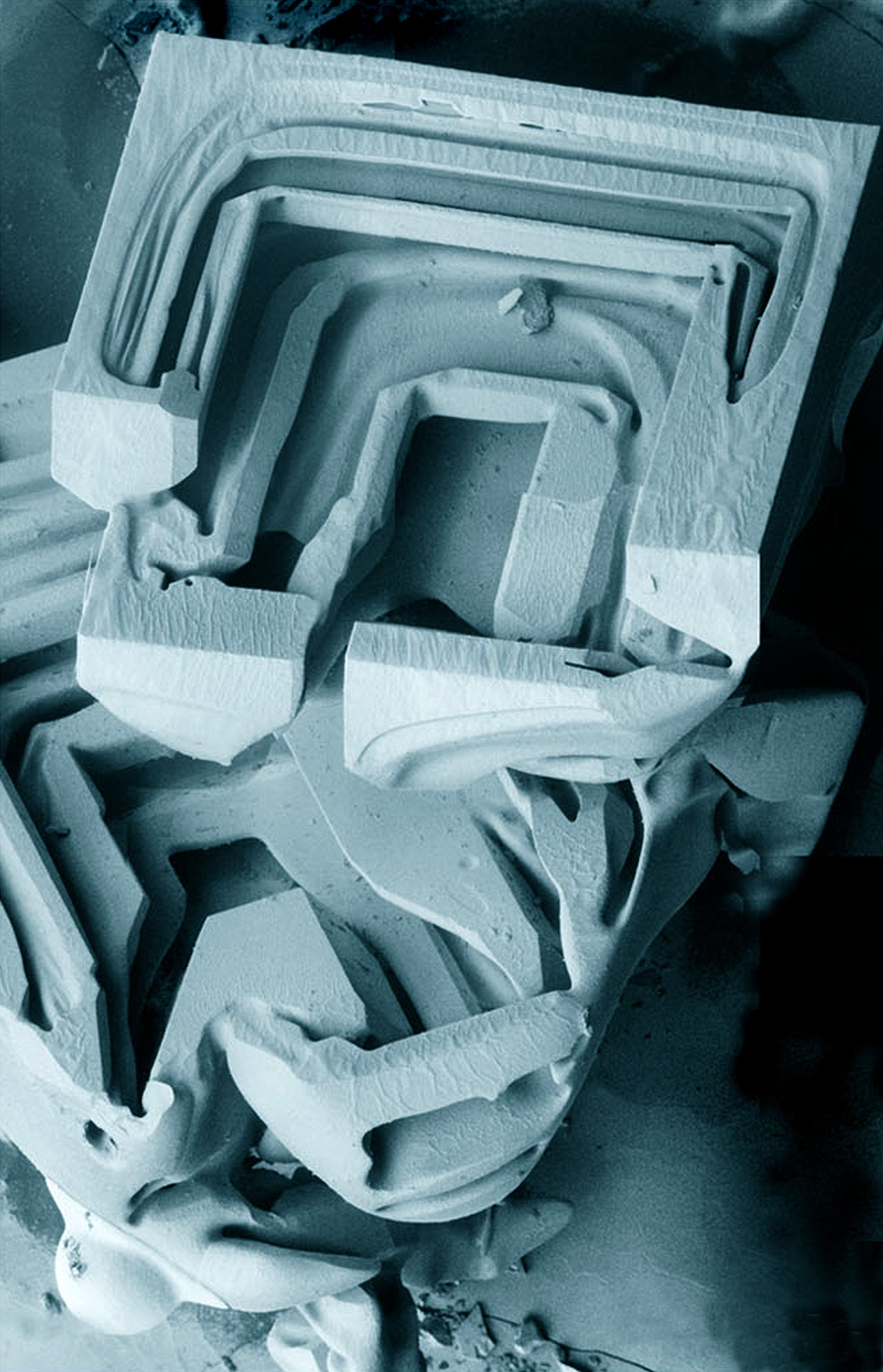
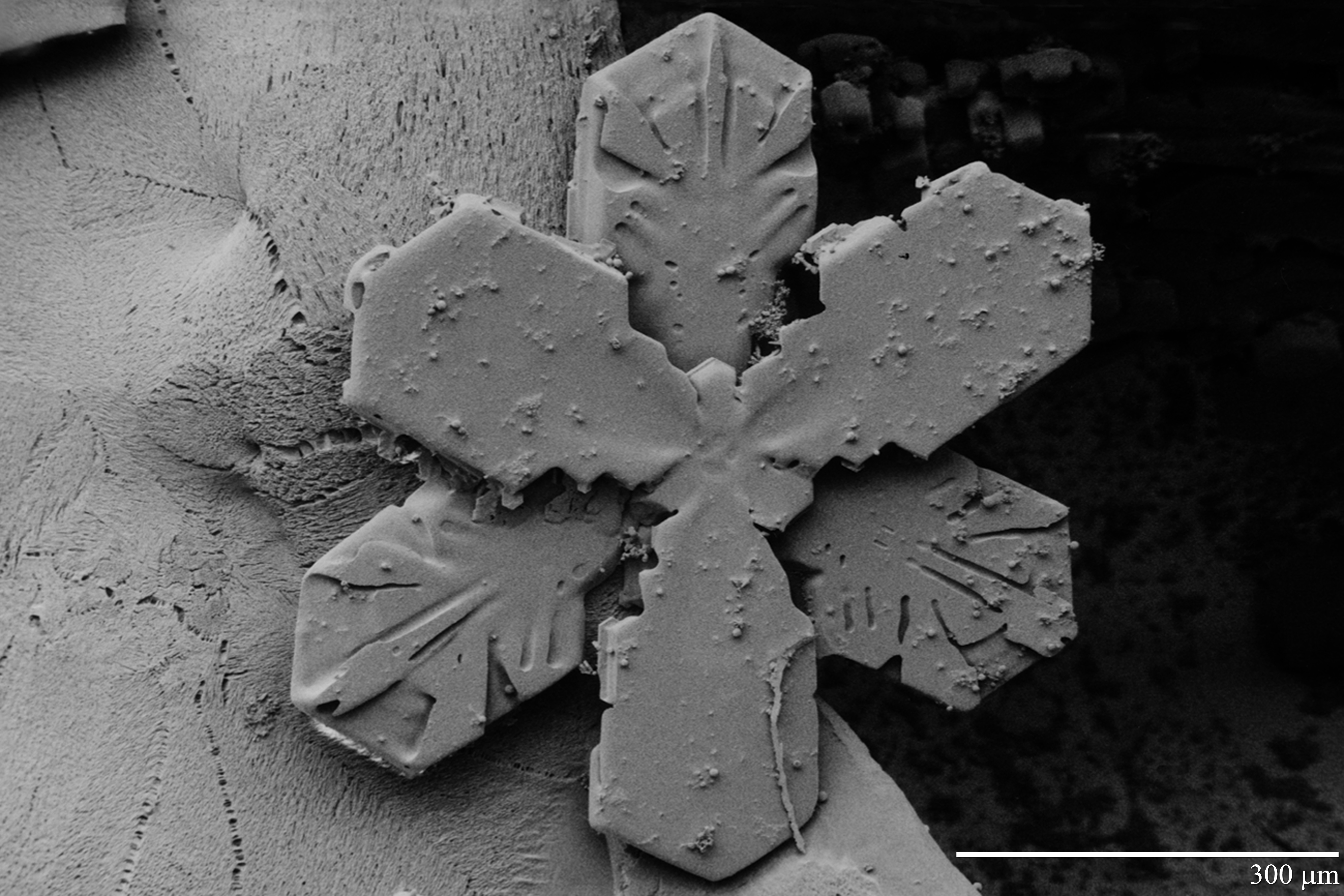
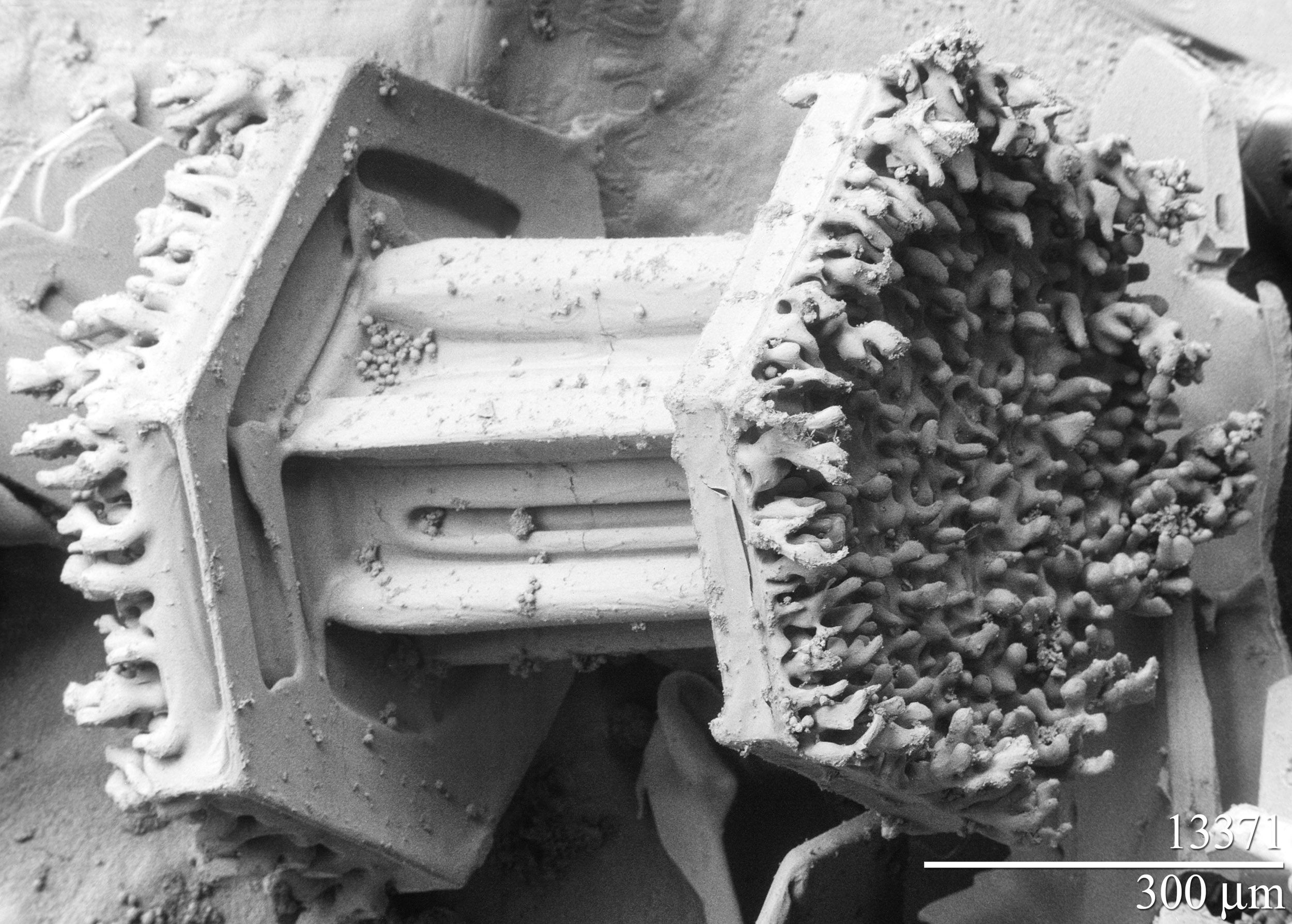